# Malmberget
Malmberget er en svensk by i Gällivare kommune, Norrbottens län i Lappland, beliggende fem kilometer fra hovedbyen Gällivare. Byen opstod nær det sted, hvor man i 1741 var begyndt at bryde jernmalm. Malmen blev brudt på bjerget Illuvaara (på lulesamisk Jiellevárre), som senere kom til at hedde Gellivare Malmberg eller i daglig tale Malmberget. Fra 1888 kunne man transportere malmen væk på togvogne, hvilket førte til mange nye arbejdspladser og etableringen af en egentlig by på stedet.
Jernmalmen brydes af selskabet LKAB i dybe miner midt i byen. Minedriften har medført et kæmpestort hul, der kaldes Gropen (gruben), da man af sikkerhedsgrunde nedrev bygninger i bymidten og dernæst sprængte de tømte underjordiske miner. Mange virksomheder var derfor nødt til at flytte til den østlige del af byen, eller oftere til nabobyen Gällivare. Den 250 meter dybe Gropen fyldes op med sten, som er et biprodukt af minedriften, og vil med tiden være fyldt helt op. Det ubeboelige område vokser dog, da LKAB har planer om at bryde nye malmforekomster under byen.
Tidligere havde byen den største befolkningstæthed i kommunen, men i de seneste årtier er tallet faldet meget på grund af, at minedriften inddrager mere og mere af byens område. Flere hundrede lejligheder har måttet fjernes, og fritliggende huse er blevet flyttet til et område mellem Gällivare og Malmberget. Denne udvikling med flytning af huse vil fortsætte i de nærmeste år. Minedriften giver en del gener for beboerne pga. sprængninger, seismisk aktivitet og sætninger i husene, hvilket har ført til klager.
I 1974 flyttede man Allhelgonakyrkan fra Kaptensvägen midt i den nuværende Gropen. Kirken er tegnet af Hakon Ahlberg og blev opført i 1944. I kirken er der glasmalerier af Einar Forseth.
LKAB's minemuseum ligger i byen. Museet fortæller om minedriftens historie fra malmens opdagelse indtil vore dage. Der er også en mineralsamling og en fotoudstilling.